# Franco Farinelli
Franco Farinelli es un geógrafo italiano nacido en Ortona en 1948. Es profesor en la Universidad de Boloña, director del Departamento de Filosofía y comunicación de la misma universidad y presidente de la Associazione dei Geografi Italiani. Ha impartido clases en la Universidad de Ginebra, en Estocolmo (Nordic Institute for Urban and Regional Planning), en Los Ángeles (UCLA), en Berkeley (UCB) y en la Sorbona de París. Sus estudios han renovado la historia de la geografía y la cartografía situándola en el centro de la cultura occidental. A través de un discurso amplio y transversal, Farinelli ha puesto de manifiesto las complejas y ambivalentes relaciones que las representaciones geográficas del mundo han mantenido con la economía, la política, la sociedad y con el territorio. Para Farinelli, la cartografía explica por qué el mundo es como es y, al mismo tiempo, por qué ya no nos sirve en la actualidad para entenderlo. Ha publicado varios libros como Geografia. Un’introdizione ai modelli del mondo (2003), L’invenzione della Terra (2007) y La crisi della ragione cartografica (2009).